# Осока метельчатая
Осо́ка мете́льчатая (лат. Carex paniculata) — многолетнее травянистое растение вид рода Осока (Carex) семейства Осоковые (Cyperaceae).

## Ботаническое описание

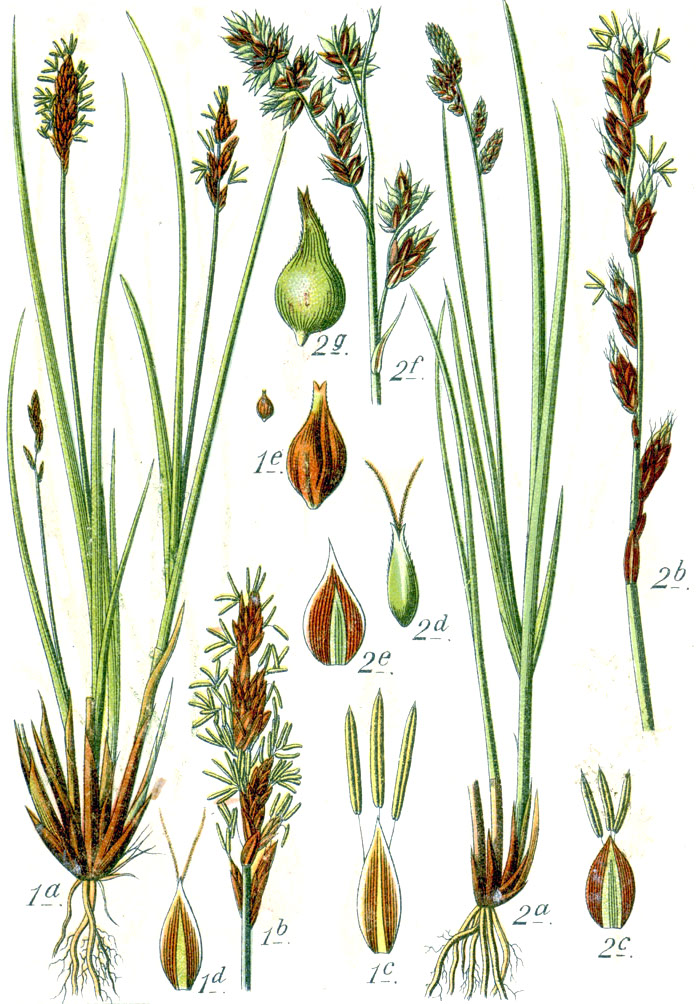
2 — Carex paniculata

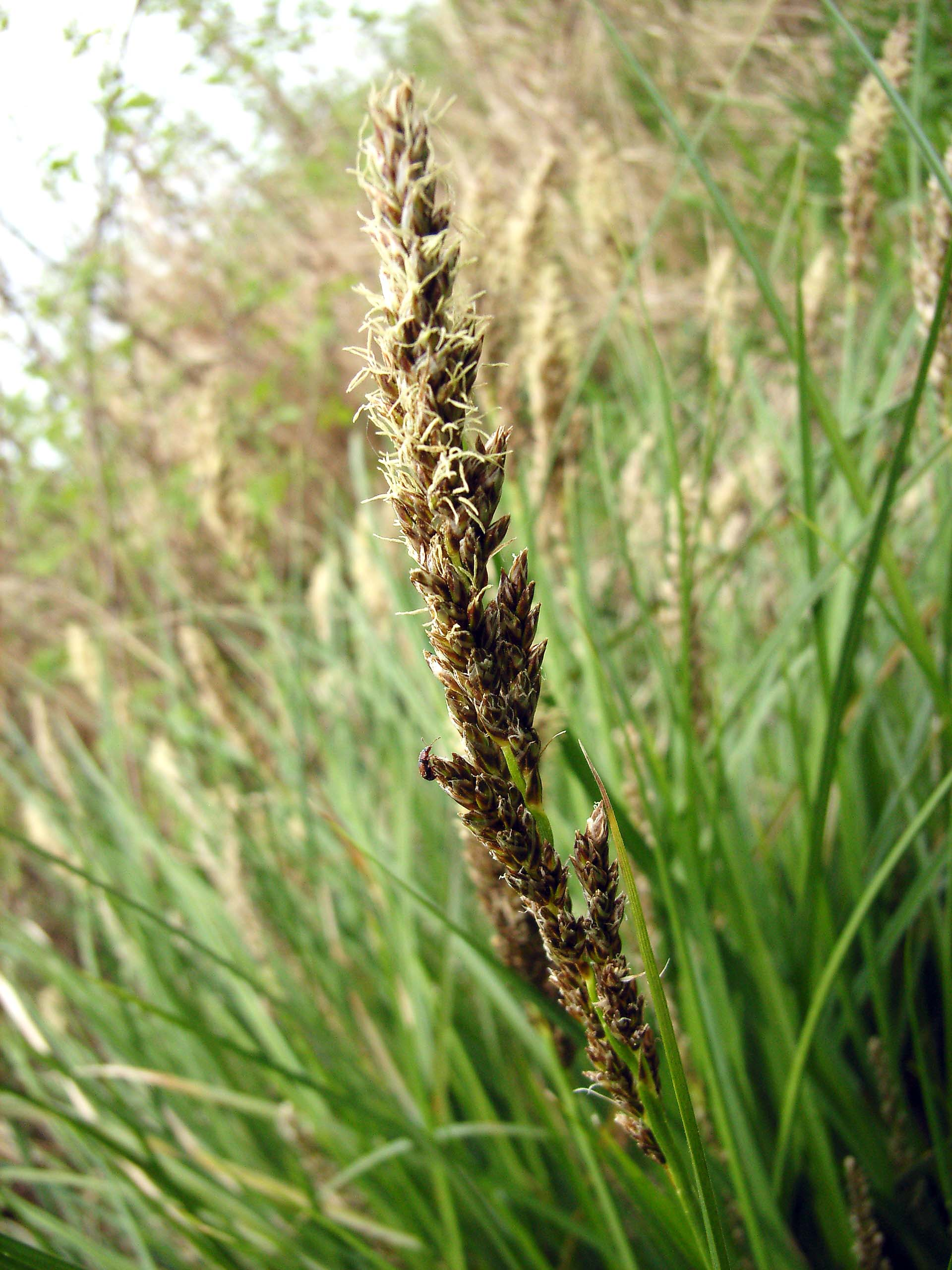
Соцветие, Северо-Западная Германия

Серо-зелёное растение без ползучих корневищ, образующее кочки.
Стебли жёсткие, крепкие, с выпуклыми сторонами, остро-шероховатые, внизу до 10 мм в диаметре, 40—120 см высотой, окружены тёмно-бурыми, широкими, до 10 мм шириной, несколько лоснящимися, чешуевидными влагалищами.
Листья жёсткие, тесьмовидные, плоские или несколько сложенные, 3—5(10) мм шириной, равные стеблю.
Колоски андрогинные, многочисленные, мелкие, немногоцветковые, в продоговатом рыхлом метельчатом соцветии длиной 5—10 см, с отклонёнными и часто внизу ветвистыми веточками до 5 см длиной. Кроющие чешуи яйцевидные, острые, равны мешочкам, от коричневых до бледно-коричневых, с широкими белоперепончатыми краями, отчего вся метёлка кажется белёсой. Мешочки яйцевидные, неравно-двояковыпуклые, 3—3,5(4,5) мм длиной, спереди сильно бугристо выпуклые, с широко округлым основанием, от основания с зазубренными и слегка загнутыми назад краями, толстокожистые, без жилок или с немногими неясными жилками у самого основания, с удлинённым, прямо усечённым, зазубренным, только вверху щелевидно расщеплённым, крылатым (от середины мешочка) носиком, сзади покрытым очень короткими, густыми или рассеянными прижатыми волосками. Кроющие листья чешуевидные.
Плодоносит в июне—июле.
Число хромосом 2n=60, 62, 64.
Вид описан из Южной Европы.

## Распространение
Европа; Прибалтика; Европейская часть России: бассейн Вычегды, Ладожско-Ильмский район (редко), окрестности Смоленска, Ивановская область, Калужская область, Курская область, окрестности Белгорода; Беларусь: западные и центральные районы; Украина: Карпаты, средняя часть бассейна Днепра, окрестности города Днепр; Кавказ: верховья Кубани — Харзан, окрестности Кисловодска, Пятигорска, верховья рек Цеце и Пхии, Алагир, Западное Закавказье, Бакуриани, Южная Осетия, Грузия, Месхетия; Западная Азия: Северо-Восточная Турция; Африка: Марокко, острова Зелёного Мыса, Канарские острова.
Растёт на низинных и ключевых болотах, заболоченных лугах, по болотистым берегам ручьёв и озёр; на равнине и в субальпийском поясе.

## Систематика
В пределах вида выделяются четыре подвида
- Carex paniculata subsp. calderae (A.Hansen) Lewej. & Lobin — Канарские острова
- Carex paniculata subsp. hansenii Lewej. & Lobin — острова Зелёного Мыса
- Carex paniculata subsp. lusitanica (Willd.) Maire — от Юго-Западной Франции до Марокко
- Carex paniculata subsp. paniculata — Европа, Кавказ
- Carex paniculata (V.I.Krecz.) Ö.Nilsson — Осока Совича, или Осока Шовица; Северо-Восточная Турция, Кавказ